# Tarthun
Tarthun este o comună din landul Saxonia-Anhalt, Germania.